# Basilika St. Finnan

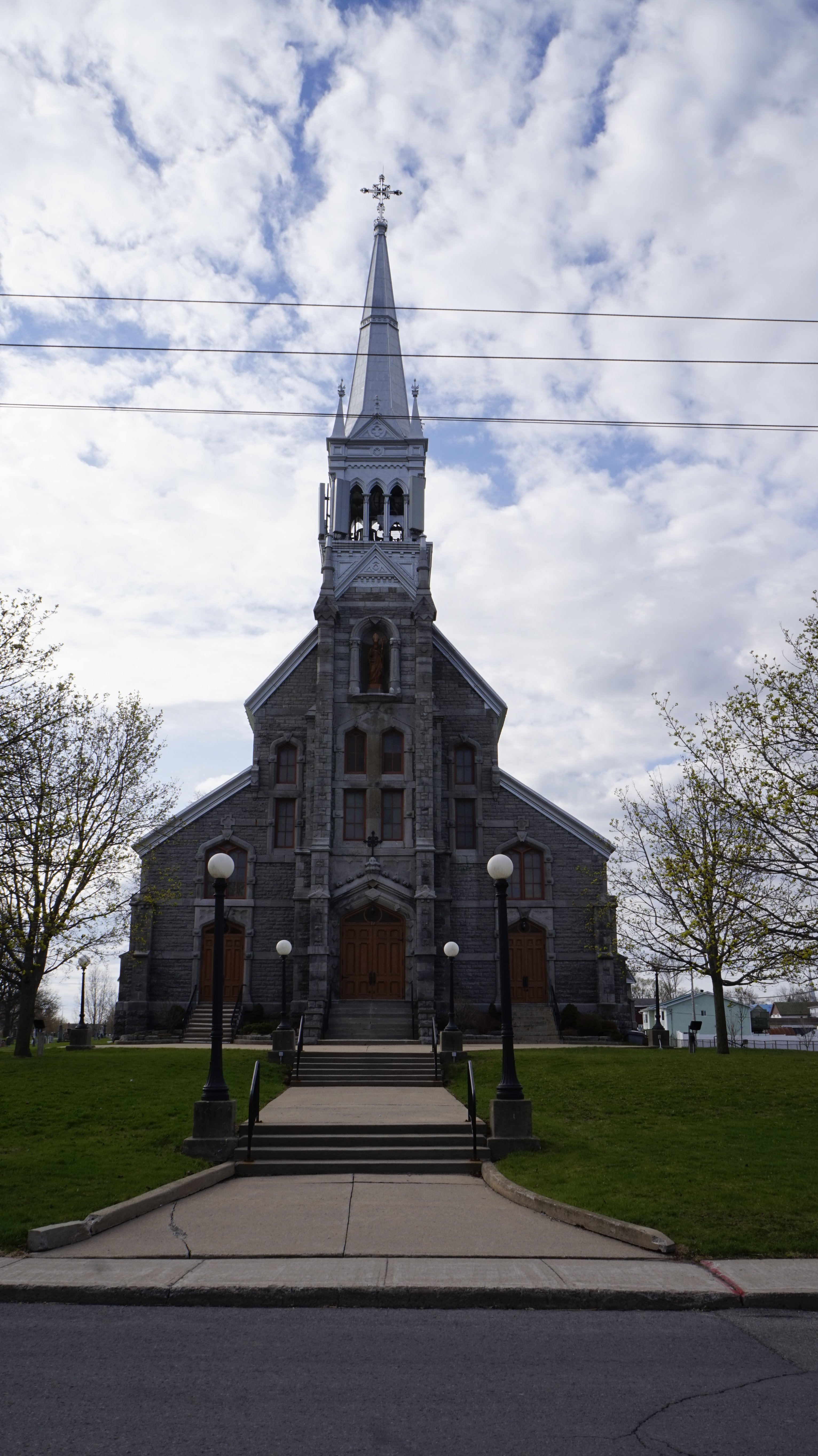
St. Finnan

Die Basilika St. Finnan (englisch St. Finnan’s Basilica) ist eine römisch-katholische Kirche in Alexandria im Osten Ontarios, Kanada. Die Pfarrkirche im Erzbistum Ottawa-Cornwall ist Finan von Lindisfarne gewidmet und hat den Rang einer Basilica minor. Sie war die Kathedrale des Bistums Alexandria-Cornwall bis zu dessen Auflösung. Sie wurde in den 1880er Jahren im neugotischen Stil errichtet.

## Geschichte
Ausgehend von einer Mission aus dem Jahr 1832 wurde die Pfarrei St. Finnan im Jahr 1840 gegründet. Die heutige St. Finnan’s Basilica wurde zwischen 1883 und 1885 nach den Entwürfen des Montrealer Architekten William H. Hodson im neugotischen Stil erbaut. Die Steine wurden aus dem Raum Ottawa über den Fluss und mit Fuhrwerken nach Alexandria gebracht. Die dreischiffige Basilika erhielt einen dominanten Eingangsturm, an dem auf Giebelhöhe eine Figur von St. Finnan steht. Die Kirche wurde nach Schaffung des Bistums Alexandria in Ontario 1890 durch den ersten Bischof Alexander Macdonnell zu dessen Kathedrale bestimmt.
Die Basilika hat eine Casavant-Orgel, Opus 284, die 1907 installiert wurde. 1909 wurde ein weißer Marmoraltar anstelle des bisherigen Holzaltars aufgestellt und geweiht. 1954 wurde die Kirche umgestaltet, erneut 1983 in Folge des Zweiten Vatikanischen Konzils.
Am 6. Mai 2020 verkündete der Vatikan die Auflösung der Diözese Alexandria-Cornwall und ihre Angliederung an die Erzdiözese Ottawa, die in Erzdiözese Ottawa-Cornwall umbenannt werden sollte. St. Finnan verlor seinen Titel als Kathedrale und wurde wieder zu einer Pfarrkirche. Papst Franziskus erhob die Kirche 2021 in den Rang einer Basilica minor.